# Demon's Souls
Demon's Souls est un jeu vidéo de type action-RPG exclusif à la console PlayStation 3, développé par From Software. Il est édité par Sony Computer Entertainment le 5 février 2009 au Japon ; par Atlus le 7 octobre 2009 en Amérique du Nord et édité par Namco Bandai le 25 juin 2010 en Europe.
Un remake développé par Bluepoint Games, avec la collaboration de Japan Studio, est sorti en novembre 2020 à l'occasion de la sortie de la PlayStation 5.

## Synopsis
Se déroulant dans un univers médiéval sombre, le jeu prend place dans le royaume fictif de Bolétaria, qui a été englouti par un brouillard épais et envahi par des démons en raison de la soif de puissance du monarque, le roi Allant XII. Le joueur prend le contrôle d'un héros chargé de terrasser les démons et ramener la paix à Bolétaria. Ce héros peut être personnalisé et peut évoluer au fil du jeu. Mais l'aventure ne sera pas de tout repos, la mort étant très présente dans Demon's Souls. En effet, le titre est souvent considéré comme un des jeux les plus difficiles et exigeants de ces dernières années.

## Bande-originale
La bande-son du jeu a été composée par Shunsuke Kida, elle possède dans son répertoire 24 pistes allant des thèmes des boss aux thèmes des environnements du jeu.
Demon's Souls possède également une édition collector Demon's souls Black phantom edition comprenant un artbook, un guide stratégique de 150 pages (en anglais), et l'OST complète du jeu.

## Réception
Successeur spirituel de King's Field, Demon's Souls a été encensé par la critique internationale. Le site français
Jeuxvideo.com lui accorde par exemple la note de 18/20, le qualifiant de « meilleur RPG disponible sur PlayStation 3 ». Le site français Jeuxvideo.fr affirme quant à lui que Demon's Souls est « une perle noire d'une profondeur totalement inédite sur PlayStation 3 » tandis que le site américain IGN lui décerne la note 9,4/10 avec la mention « exceptionnel ». Ce succès critique fut aussi un succès commercial : un an après sa sortie, Atlus annonça que Demon’s Souls est le jeu s’étant le mieux vendu au cours des vingt années d’existence d’Atlus États-Unis.
Demon's Souls est classé « 85e meilleur jeu de tous les temps » selon le site français Jeuxvideo.com dans un article du 28 février 2011.

## Suite spirituelle:Dark Souls
Le projet est annoncé pour la première fois durant le salon du jeu vidéo Tokyo Game Show 2010 sous le titre Project Dark, mais il a ensuite été rebaptisé officiellement sous le nom de Dark Souls. La version PlayStation 3 japonaise a été annoncée et est donc sortie comme étant une exclusivité détenue par From Software avec le créateur de la série Hidetaka Miyazaki en tant que producteur et réalisateur. Dark Souls est le successeur spirituel du jeu de la série souls, Demon's Souls (qui était, lui aussi, un successeur spirituel de la précédente série King's Field de FromSoftware). Cependant, Demon's Souls a été édité par Sony et Dark Souls par Bandai Namco ; ce transfert signifiait que les droits de propriété intellectuelle empêchaient FromSoftware de faire une suite,. Après deux ans de développement, Dark Souls est sorti en 2011, avec de nombreuses similitudes (telles que le gameplay, le multijoueur en ligne et le style de l'intrigue) et les différences (telles qu'un monde connecté et de nouveaux personnages dans un univers et un scénario distincts) de son prédécesseur. Dark Souls aura deux suites : Dark Souls II en 2014, et Dark Souls III en 2016.
Dark Souls est considéré comme l’un des jeux vidéo les plus influents de sa génération, en 2019 GameSpot l'a nommé l'un des jeux les plus influents du XXIe siècle. Il est également considéré comme l’un des meilleurs jeu vidéo,,,.

## Remake de 2020
Le 11 juin 2020, un remake développé par Bluepoint Games, avec la collaboration de Japan Studio, est annoncé pour la PlayStation 5. Dans un trailer d’un évènement promotionnel de Sony pour la sortie prochaine de la PlayStation 5, le remake de Demon's Souls est annoncé sortir sur PC ; Sony démentira par la suite l'information en expliquant que le jeu est une exclusivité PlayStation 5,.
Demon's Souls est sorti en même temps que la PlayStation 5, le 12 novembre 2020 aux États-Unis, au Canada, au Mexique, en Australie, en Nouvelle-Zélande, en Corée du Sud et au Japon, puis le 19 novembre en Europe et dans le reste du monde.
Le jeu obtient la note de 92/100 sur Metacritic.